# Игра киллера
«Игра киллера» (англ. The Killer's Game) — комедийный боевик режиссёра Джей Джей Перри по сценарию Рэнда Рэвича и Джеймса Койна. Сюжет фильма основан на одноимённом романе Джея Бонансинга. Главную роль исполнил Дэйв Батиста.
Премьера фильма состоялась 13 сентября 2024 года. В России фильм вышел в прокат на день раньше — 12 сентября.

## Сюжет
Наёмный убийца Джо — один из лучших в Европе. Во время выполнения задания в Будапеште он спасает танцовщицу Мейзи, с которой у него постепенно завязываются романтические отношения. Обеспокоенный внезапными приступами, Джо проходит медицинское обследование и узнаёт, что неизлечимо болен, а жить ему осталось не больше 3 месяцев. Чтобы не страдать, он решает нанять лучших киллеров и выставляет солидное вознаграждение за свою смерть. Но вскоре выясняется, что в больнице были перепутаны анализы, и смертельный диагноз ошибочен. Отменить заказ невозможно, а коллеги Джо уже взялись за его выполнение.

## В ролях
- Дэйв Батиста — Джо Флуд
- Бен Кингсли — Цви
- София Бутелла — Мейзи
- Терри Крюс — Лавдал
- Пом Клементьефф — Марианна
- Скотт Эдкинс — Ангус Маккензи
- Дрю Макинтайр — Рори Маккензи
- Шайна Уэст — Тони
- Люси Корк —  Джинни
- Дэниел Бернхардт — Радован
- Ли Хун — Гоян
- Марко Зарор — Ботас

## Производство
О начале работы над фильмом стало известно в мае 2023 года. Режиссером фильма стал Дж. Дж. Перри, а главные роли исполнят Дэйв Баутиста, Бен Кингсли и София Бутелла.. В июле к актёрскому составу присоединились Айс Кьюб, Пом Клементьефф, Скотт Эдкинс, Дрю Макинтайр и Марко Зарор.
В 2004 году проект фильма разрабатывала компания Paramount, совместно с Intermedia. В разное время за производством фильма были закреплены различные режиссеры: Алекс Пройас, Ренни Харлин, Вольфганг Петерсен и Джон Ву.
Съёмки начались в июле 2023 года в Будапеште, продюсеры получили специальное разрешение не прерывать съемочный процесс на время забастовки SAG-AFTRA. Премьера фильма состоялась 13 сентября 2024 года. В России фильм вышел в прокат на день раньше — 12 сентября.